# 劉錫賢
劉錫賢（英語：Lawrence Lau Shek Yin，1961年9月25日—），香港男演員和節目主持，前亞洲電視合約男藝員。由於體重達到100公斤，故人稱“肥仔賢”。又由於長期曾為亞洲電視服務，和大多數於亞洲電視工作幾年就會，2016年2月6日，劉錫賢因亞視引用10A僱用條例而終止合約以及不獲續約事件後現時選擇已離巢的藝員不同，故亦有“劉忠臣”之稱。现为自由身。

## 背景
劉錫賢籍貫廣東順德樂從，早年在跑馬地比雅道的公務員宿舍（外公是高級公務員）居住。他有三名胞妹，父親是一名會計文員。劉曾就讀福建中學，中五畢業後轉到培僑中學完成中六預科課程。在學期間到北角街坊福利北角街坊會陳樹渠大會堂舉辦的暑期話劇訓練班。預科畢業即修讀會計課程，在出入口貿易、船務、文具、電器和保險公司工作了幾年。後來先報讀麗的電視藝員訓練班不遂，再分別於美國大通銀行與南洋商業銀行當銀行櫃台職員。同期繼續演出舞台劇《太平天國》、《喬峰》、《大刺客》等。
不過因花了較多時間於戲劇活動方面而非進修，銀行一方勸喻影響工作的劉錫賢另謀出路。劉於是轉到雀巢廣告部任職，負責控制預算、剪報及管理倉庫。直至一次剪報時留意到無綫電視資料搜集與戲劇訓練班的招募廣告，他應徵無綫編劇且在1984年1月接受訓練，1個月後為午間節目《婦女新姿》任資料撰稿員。1984年至1985年基於工作關係時常經過香港演藝學院，他決定辭去撰稿員一職，去報考首屆戲劇系（導演）課程，並在1988年6月於該校畢業。
劉錫賢不久接拍了拿破侖VSOP廣告，同時為鄭丹瑞跟進電影《小男人周記》的幕後事宜。1988年12月1日通過演藝學院同學黃秋生介紹認識當時的藝員科總監劉天蘭，因而加入亞洲電視。另外，被得知他成為藝人、時任嘉禾電影公司電影製作部副總裁蔡瀾相中，簽約為嘉禾電影的演員。1989年他亦曾以德寶電影公司新演員身份接受專訪，談及自己眼見話劇界中人知名度低，故決定投向電影圈。於亞洲電視早期，劉錫賢主力任綜藝節目主持，其中最突出是於《吳耀漢攪攪震》中任副主持。1990年禍從口出，結果一度被公司警告兼雪藏。復工即被安排演出1990年世界盃相關節目。1995年於一次飯聚中獲鍾景輝介紹認識電視劇監製梁天，自此參演了不少電視劇，以《我來自潮州》和《縱橫四海》為代表作。隨著亞視因虧損連年，減少劇集製作，劉錫賢於亞視後期把工作重心放在主持之上，包括當遊戲節目《百萬富翁》副主持，以及出任亞洲小姐競選司儀，亦常於中國內地登台。
劉錫賢效力亞洲電視達23年，2011年約滿離巢，2013年重返亞視。至2016年3月3日，在亞洲電視欠薪及不獲續牌事件下，因亞視未有在法定限期前發放2016年1月及2月薪金，故劉錫賢引用《僱傭條例》第10A條，終止與亞視的藝人僱傭合約關係。而劉錫賢之後卻沒有像其他前亞視藝員一樣轉投無綫，反而繼續以自由身藝員身份演出。2017年9月，香港九度公演的舞台劇《獨坐婚姻介紹所》到韓國演出，擔任男主角之一的劉錫賢也隨團，在韓國演廣東話舞台劇。

## 幕前作品
*以下列表只記錄劉錫賢演出過的影視作品，若有遺漏，請協助補充相關資料。

### 電視劇（無綫電視）
- 1987年：實況劇場：傳呼機故事

### 電視劇（亞洲電視）
| 首播   | 節目名稱                  | 角色           | 備註                                     |
| 1990年 | 難兄難弟                  | 胡志明         |                                          |
| 1990年 | Q表姐                     | 龍貓           |                                          |
| 1991年 | 中環英雄                  | 陳楝君         |                                          |
| 1991年 | 中華英雄之中華傲訣        | 紫仔           |                                          |
| 1992年 | 摩登七十二家房客          |                |                                          |
| 1992年 | 烈火雄風                  | 戚耀勇         |                                          |
| 1992年 | 今裝戲寶之終歸有日龍穿鳳  | 布永德         |                                          |
| 1993年 | 賭神秘笈                  | 賭魔之子       |                                          |
| 1993年 | 衝出校園                  | 廖米谷         |                                          |
| 1994年 | 子夜情人                  |                |                                          |
| 1995年 | 包青天                    |                |                                          |
| 1995年 | 法外英雄                  |                |                                          |
| 1996年 | 誰是兇手之碎屍            |                |                                          |
| 1996年 | 真相之奪命家庭            |                |                                          |
| 1996年 | 親親，親人                | 劉枝華         |                                          |
| 1996年 | 坊間傳奇                  |                | 單元《八喜圖》、《借妻記》及《玉葵寶扇》 |
| 1996年 | 萬事勝意                  |                |                                          |
| 1997年 | 國際刑警1997之轟天屠龍    |                |                                          |
| 1997年 | 肥貓正傳                  | 婚姻註冊處員工 |                                          |
| 1997年 | 97變色龍                  | 鄒先生         |                                          |
| 1997年 | 我來自潮州                | 朱潤           |                                          |
| 1998年 | 流氓·律師                 |                |                                          |
| 1998年 | 呆佬賀壽                  | 何家雞         |                                          |
| 1998年 | 我來自廣州                | 程忠           |                                          |
| 1998年 | 我和殭屍有個約會          | 大日如來       |                                          |
| 1999年 | 縱橫四海                  | 郁國雄         |                                          |
| 1999年 | 英雄之廣東十虎            | 西條大佐       |                                          |
| 2000年 | 我和殭屍有個約會II        | 阿DUM          | 《新世紀的夢》                           |
| 2000年 | 影城大亨                  | 溫仁彬         |                                          |
| 2000年 | 世紀之戰                  | 黃發           |                                          |
| 2000年 | 寶島春夢                  | 劉泰晶         |                                          |
| 2000年 | 電視風雲                  | 古大豹         |                                          |
| 2000年 | 美麗傳說                  | 何晉升         |                                          |
| 2001年 | 騷東坡                    |                |                                          |
| 2001年 | 縱橫天下                  | 口水堅         |                                          |
| 2002年 | 親子情未了                | 楊家寶         |                                          |
| 2003年 | 萬家燈火                  | 劉波           |                                          |
| 2003年 | 暴風型警                  |                |                                          |
| 2004年 | 子是故人來                | 陸九           |                                          |
| 2004年 | 媽媽我真的愛你            | 肥彭           |                                          |
| 2005年 | 爸爸向前走                | 鄭錫申         |                                          |
| 2005年 | 危險人物之無罪假定        | 張日新         |                                          |
| 2006年 | 香港奇案實錄之WTO危城六日 | 周大碩         |                                          |
| 2006年 | 義無反顧                  | 冼偉民         |                                          |
| 2007年 | 十六不搭喜趣來            | 王星           | 至2008年                                 |
| 2008年 | 火蝴蝶                    | 電影公司老闆   |                                          |
| 2010年 | 法網群英                  | 藍堅           |                                          |
| 2014年 | 女神办公室                |                | 第二季                                   |

### 電視劇（ViuTV）
| 首播   | 節目名稱   | 角色           | 備註    |
| 2017年 | 詭探       | 張國南         | [ 9 ]   |
| 2018年 | 身後事務所 | 周仕權         |         |
| 2018年 | 迷失假期   | 煲仔飯店老闆   | 第5-6集 |
| 2018年 | 做演藝嘅   | 輝叔           |         |
| 2019年 | 婚內情     | 譚偉晨         |         |
| 2019年 | 娛樂風雲   | 鄧光輝         |         |
| 2022年 | 季前賽     | 敏叔           |         |
| 2024年 | 無人之境   | 葉永權（葉生） |         |

### 電視劇（其他）
- 2018年：手語隨想曲6（香港電台）

### 電影
- 再見王老五[6]
- 花心三劍俠[6]
- 小男人周記[6]
- 阿修羅
- 尖東之虎 - 飾記者戴志偉
- 唐伯虎點秋香 - 飾東淫
- 監獄不設防
- 求愛夜驚魂
- 大丈夫日記
- 飛女正傳
- 殭屍醫生
- 喋血街頭
- 新半斤八兩 - 飾拳館師弟
- 老貓
- 蠍子戰士
- 15歲半
- K王之王
- 龍在邊緣 - 飾悶騷堅
- 新不了情 - 飾飯店老板
- 人間蒸發
- 真味小和尚
- 噴火女郎
- 再見王老五
- 亡命鴛鴦
- 地茂廚神
- 夜車之血青年
- 二人三足 - 飾Barry（原型為黃炳耀）
- 陰陽路16-回到武俠時代
- 黑獄斷腸歌2之無期徒刑 - 飾白炸
- 功夫食神
- 笑星撞地球
- 2003年：圍村有野搞搞震
- 2003年：幪伯
- 2003年：辣妹二人組
- 2004年：性感都市
- 2004年：旺角黑夜 - 飾夜總會經理
- 2005年：至愛
- 2011年：3D肉蒲團之極樂寶鑑
- 2015年：3D冰封俠：重生之門
- 2016年：詭童靈（網絡電影）
- 2017年：深圳夢
- 2022年：正義迴廊 - 飾蕭生
- 2023年：白日青春

### 舞台劇
- 金池塘話劇：澳門、昆明
- 香港話劇團《不可兒戲》
- 2023年：春天實驗劇團《南北一家親》
- 2023年：泰國香港總商會《豪門瘋暴》：泰國
- 2024年：劇場空間《金池塘》

### 節目主持
亞洲電視
- 1989年：笑 Joke 1800秒
- 1989年：吳耀漢攪攪震
- 1991年：揾錢至尊
- 1993年：方太生活廣場
- 1996年：最緊要腦力
- 1998年：精靈一族
- 2001年：百萬富翁
- 2002年：萬水千山總是情
- 2002年：豐衣足食
- 2002年：全民大測試
- 2005年：十大電視廣告頒獎典禮
- 2005年：亞洲先生競選
- 2005年：粵港一家親
- 2003年-2007年：下午麼麼茶
- 2008年：方草尋源
- 2009年：香港亂噏
- 2010年：沙溪尋寶之旅
- 2011年：兔氣揚眉過肥年
- 2011年：香港有飯開
- 2013年：ATV 2013人氣春晚 唱紅亞洲
- 2014年：亞洲小姐競選

香港電台
- 2016年：家多一點點

焦點視頻
- 2020年：港式孖孖聲

### 參與節目
亞洲電視
- 笑Joke千百秒（演出）
- 2009年：香港亂噏（演出）

無綫電視
- 2016年：男人食堂（第5集嘉賓）[10]
- 2016年：東張西望（嘉賓）
- 2016年：Sunday好戲王（第16集嘉賓）[11]
- 2016年：我愛香港（第15集嘉賓）
- 2017年：今日VIP（1月10日嘉賓）
- 2022年：思家大戰（4月3日嘉賓）

香港有線電視
- 2016年：2016娛樂怪談（嘉賓）

香港開電視
- 2017年：身·醫·管（第1集嘉賓）
- 2022年：嘉嘉醫療自助班（嘉賓)

ViuTV
- 2021年：七救星（嘉賓）

## 廣告
- 綠怡島桑拿
- 1987年：AKAI 雅佳錄影機
- 1988年：日產Sunny[12]
- 1988年：拿破侖VSOP（與吳大維）
- 2009年：盛佳美購書中心
- 2017年：科學+家尿酸關節研究
- 2019年：中正財號

## 外部連結
- 劉錫賢的新浪微博
- 亞洲電視網站內劉錫賢的官方個人資料